# Ependymcel
Ependymcellen zijn de endotheelcellen van de hersenkamers en het centrale kanaal van het ruggenmerg. De ependymcellen zijn van de familie van de neuroglia, bevatten trilharen en vormen neurogliavezels.
De ependymcellen vormen de begrenzing van het centrale wervelkanaal en de vier ventrikels. Ook produceren ze het hersenvocht (liquor cerebrospinalis).